# Fernando Ferretti
Fernando Ferretti (Rio de Janeiro, 26 april 1949 - Araruama, 29 augustus 2011) is een voormalig Braziliaanse voetballer en trainer, bekend onder zijn spelersnaam Ferretti. Hij is de oudere broer van Ricardo Ferretti, beter bekend als Tuca.

## Biografie
Hij begon zijn carrière bij Botafogo waarmee hij in 1967 en 1968 het Campeonato Carioca won. In 1968 won hij ook de Taça Brasil, een competitie die de landskampioen aanduidde en daarmee was Botafogo de eerste club uit Rio die landskampioen werd. Hij was dat jaar zelfs topschutter van de competitie, waarvan telkens twee keer in beide wedstrijden van de finale tegen Fortaleza. 
In 1968 zat hij in het team dat deel nam aan de Olympische Spelen, waar hij acht wedstrijden speelde en twee keer scoorde. Hij overleed in 2011 aan een tumor. 